# Tunggulsari (Kedungwaru)
Tunggulsari is een bestuurslaag in het regentschap Tulungagung van de provincie Oost-Java, Indonesië. Tunggulsari telt 5275 inwoners (volkstelling 2010).